# Chevrolet Impala
Chevrolet Impala – samochód osobowy klasy luksusowej, a następnie klasy wyższej produkowany pod amerykańską marką Chevrolet w latach 1957–2020.

## Pierwsza generacja

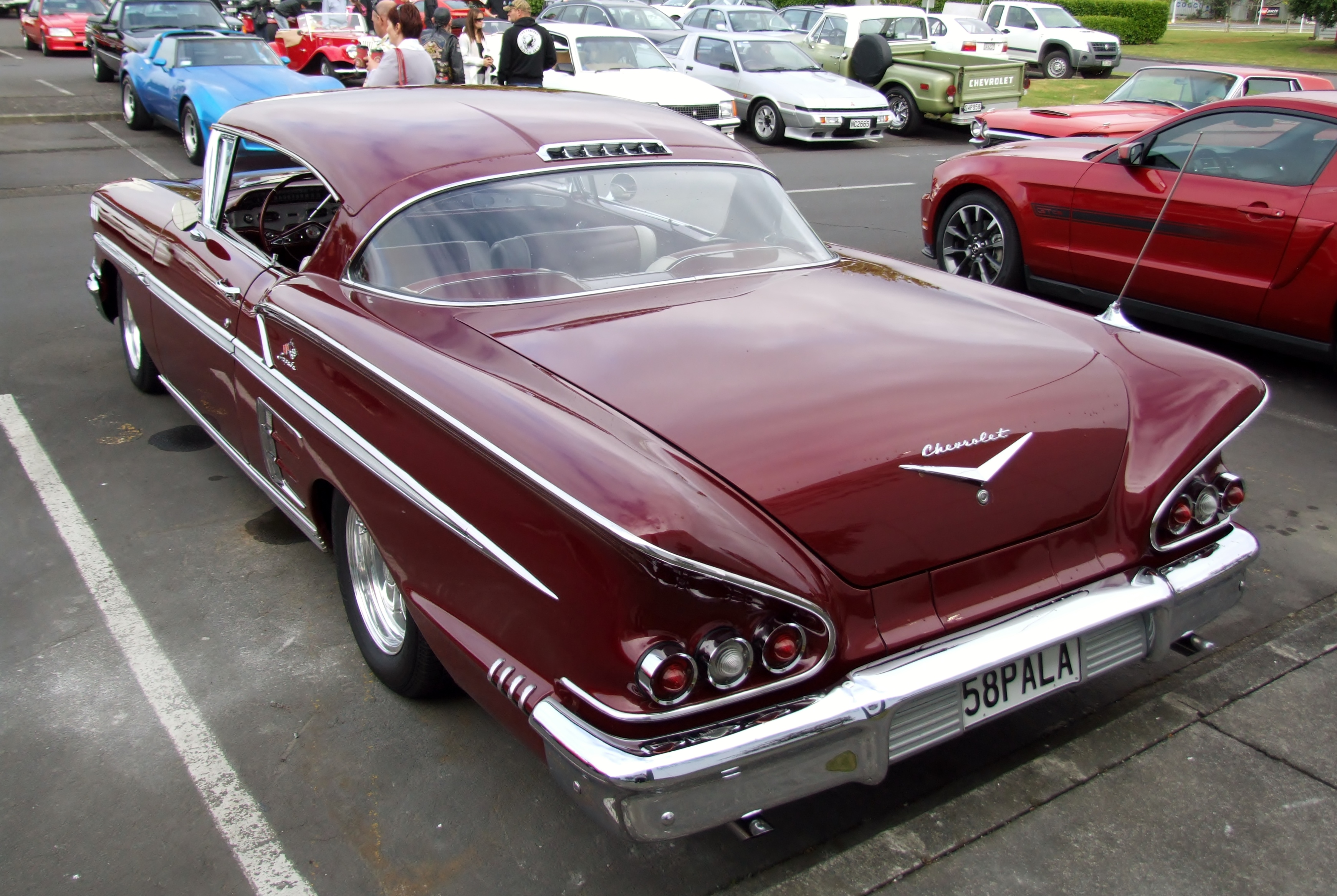
Chevrolet Impala I - tył

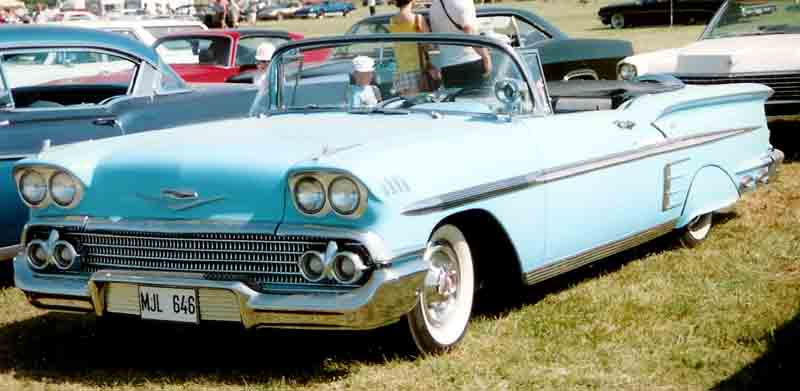
Chevrolet Impala I Cabriolet

Chevrolet Impala I został zaprezentowany po raz pierwszy w 1957 roku.
Prace nad pojazdem rozpoczęły się w połowie lat 50. XX wieku, a pierwszą zapowiedzią nowego modelu była prezentacja prototypu w 1956 podczas wystawy General Motors Motorama.
Pierwsza generacja Impali trafiła do sprzedaży element nowej gamy pełnowymiarowych modeli Chevroleta, plasując się na szczycie ówczesnej oferty producenta. Pojazd miał być najbardziej luksusową i najlepiej wyposażoną alternatywą dla pozostałych limuzyn i odpowiedzią na podobne konstrukcje Forda i Plymoutha.
Chevrolet Impala I charakteryzował się masywną karoserią zdobioną przez uwypukloną maskę oraz szeroko rozstawione, podwójne reflektory i szeroką, nisko umieszczoną chromowaną atrapę chłodnicy.

### Silniki
- L6 3.9l Blue Fame
- V8 4.6l Turbo Fire
- V8 5.7l Turbo Thrust

## Druga generacja

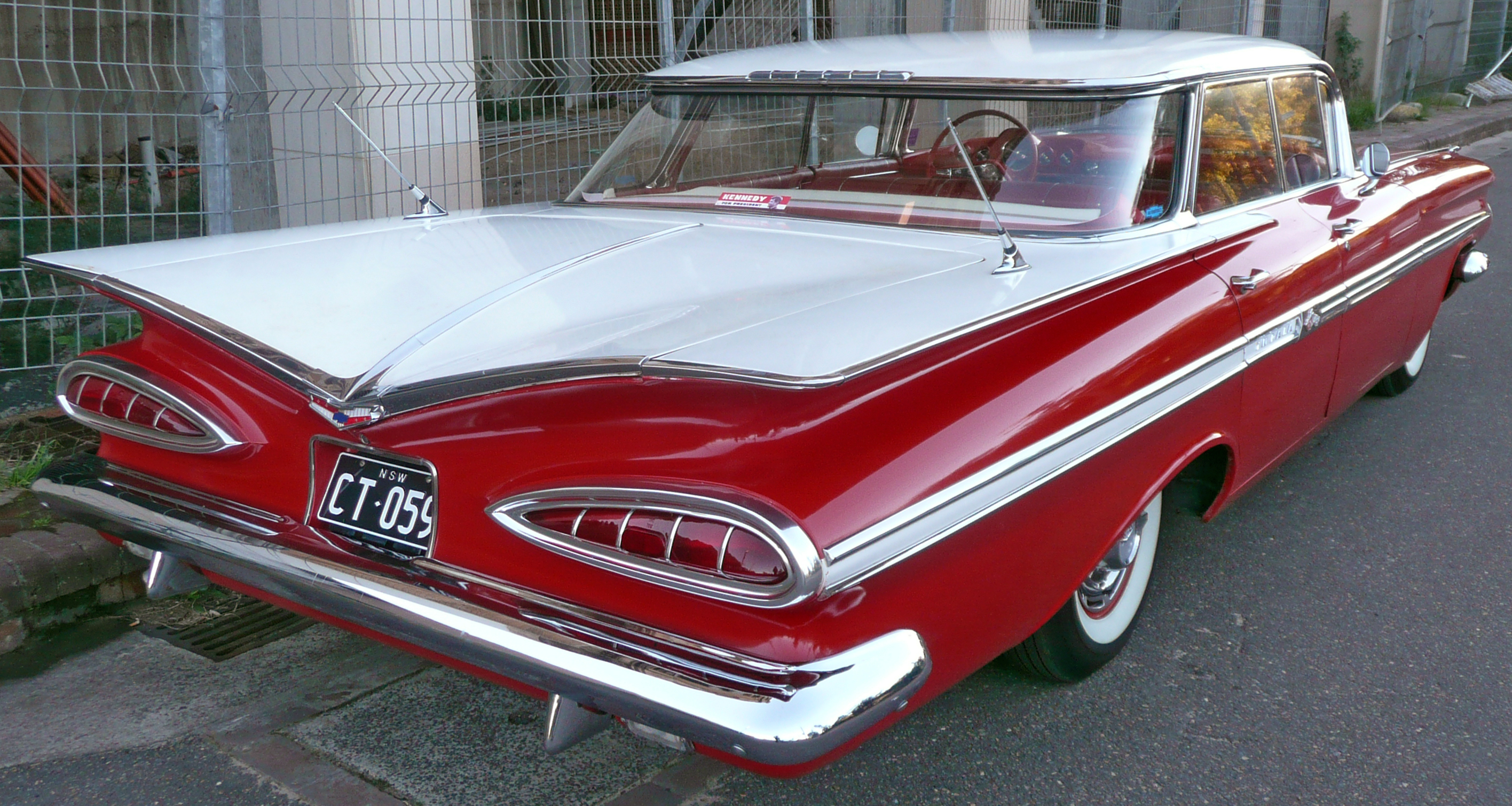
Chevrolet Impala II - tył

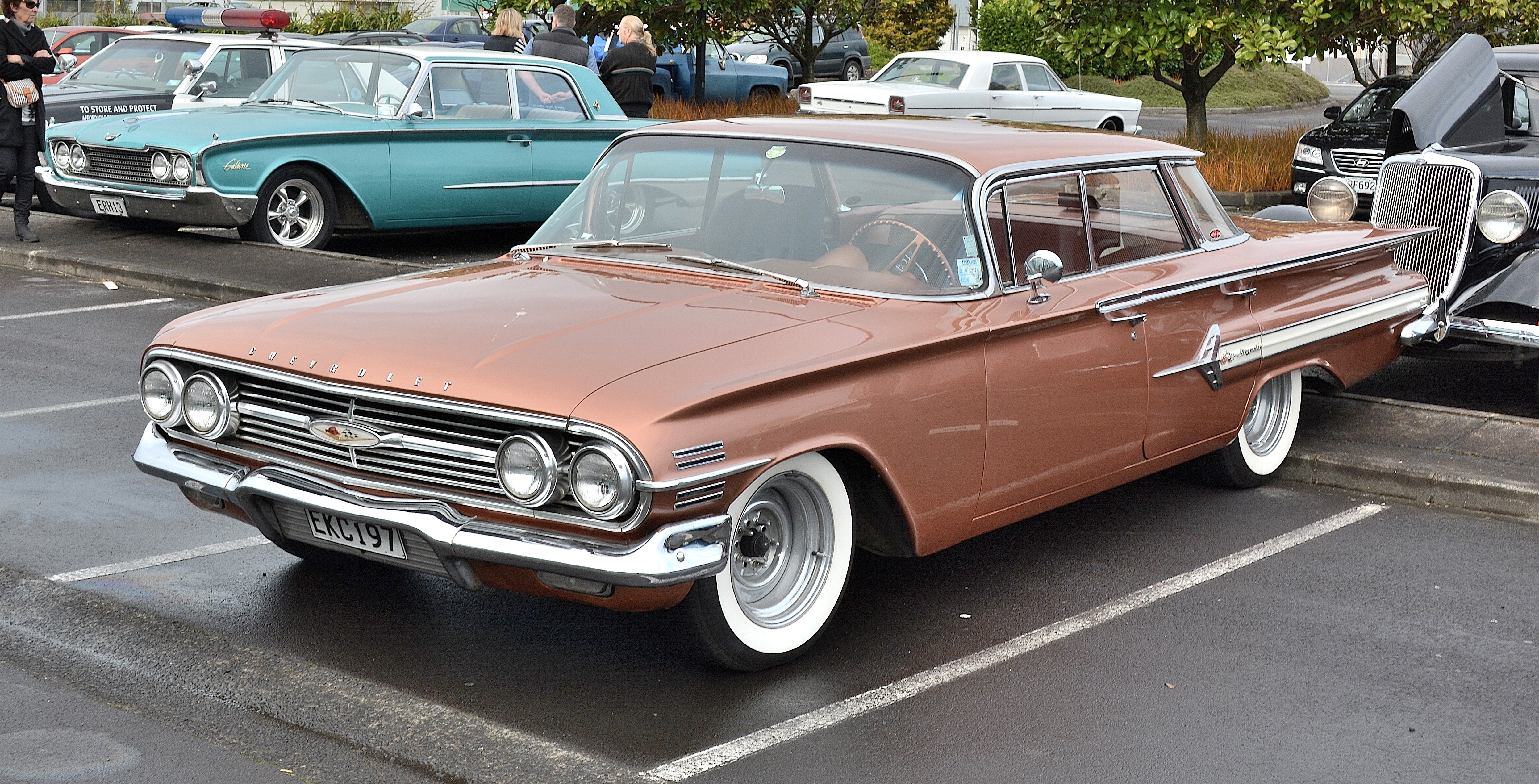
Chevrolet Impala II po liftingu

Chevrolet Impala II został zaprezentowany po raz pierwszy w 1958 roku.
Po niespełna rok trwającej produkcji poprzednika, Chevrolet na dotychczasowej platformie B-platform zbudował gruntownie zmodernizowaną drugą generację modelu. Samochód zachował podobny wygląd nadwozia co inne pełnowymiarowe modele producenta z przełomu lat 50. i 60 XX wieku, na czele z modelem Bel Air.
Co za tym idzie, cechami charakterystycznymi Impali drugiej generacji z pierwszych lat produkcji były nisko umieszczone reflektory ze skrzydlatymi przetłoczeniami na błotnikach, a także masywne, ostro zarysowane błotniki z owalnymi, ostro zarysowanymi lampami tylnymi.

### Restylizacje
Po pierwszym roku produkcji, Chevrolet Impala drugiej generacji przeszedł obszerną restylizację nadwozia. Nadwozie zyskało mniej awangardowe kształty nadwozia, z oszczędniej zdobioną karoserią i dużym, chromowanym pasem przednim współtworzonym przez podwójne, okrągłe reflektory.

### Silniki
- L6 3.9l Blue Flame
- V8 4.6l Turbo Fire
- V8 5.7l W-Series

## Trzecia generacja

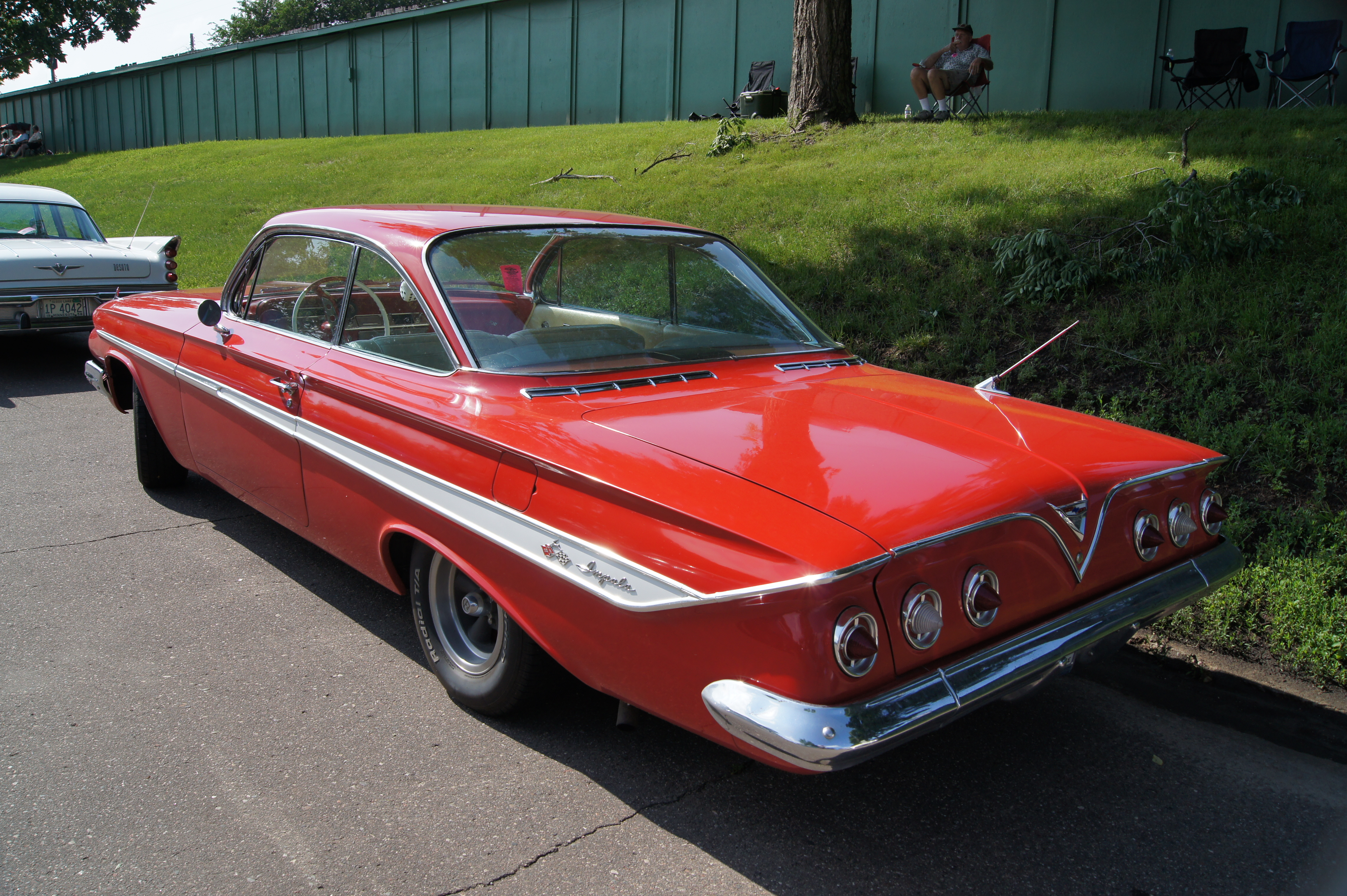
Chevrolet Impala III - tył

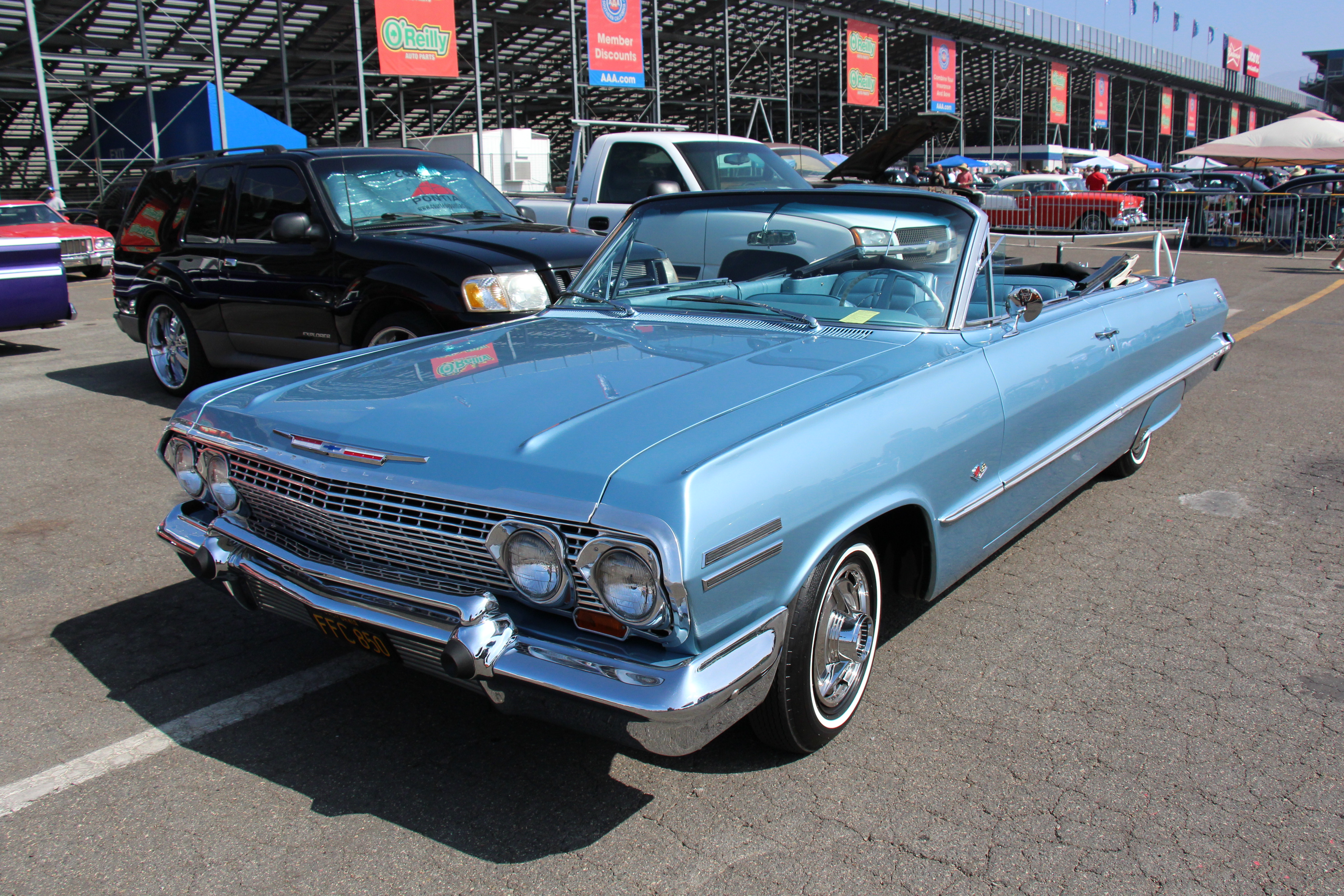
Chevrolet Impala III po drugim liftingu

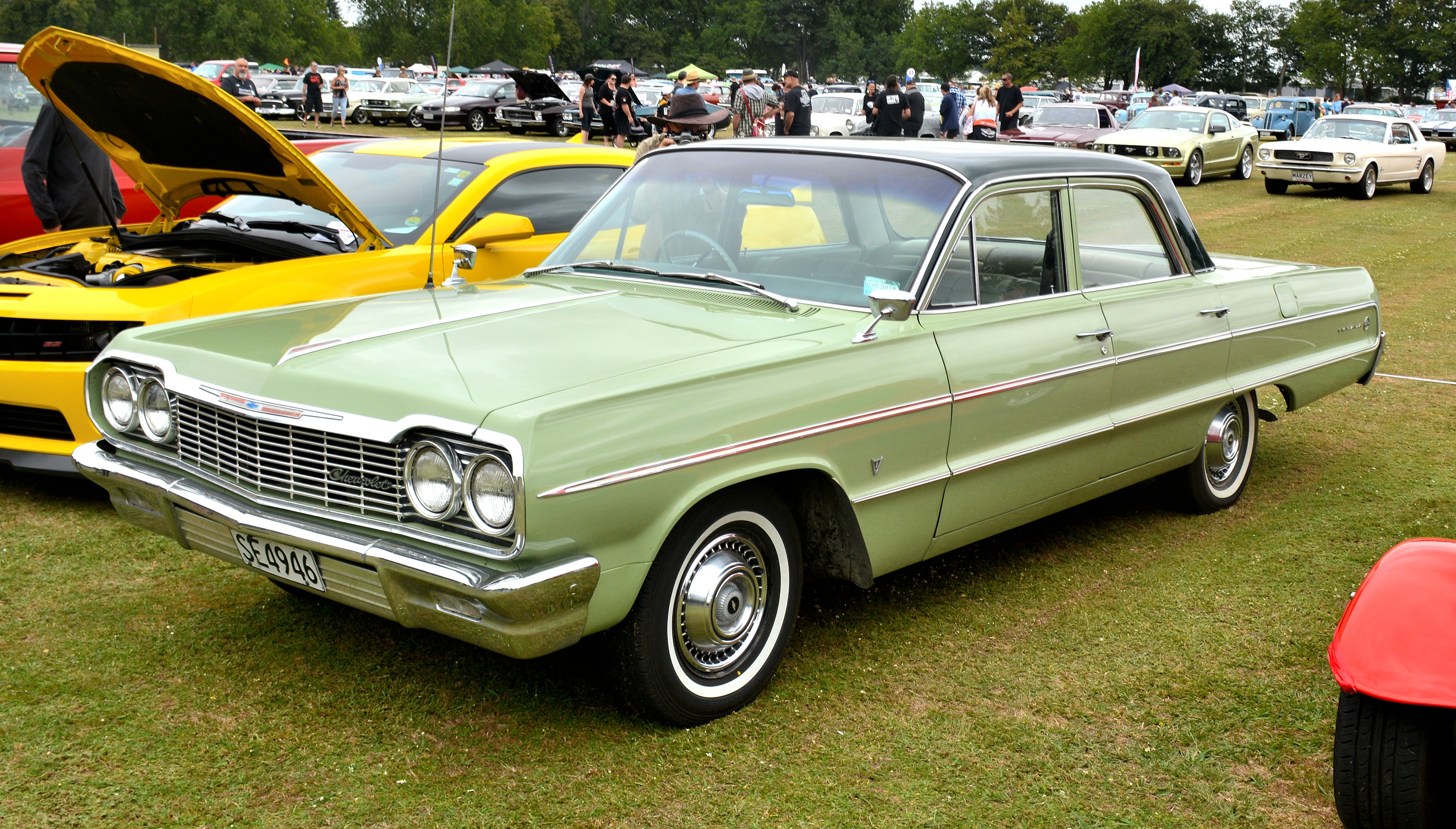
Chevrolet Impala III po trzecim liftingu

Chevrolet Impala III został zaprezentowany po raz pierwszy w 1960 roku.
Trzecia generacja modelu przyniosła ewolucyjny zakres zmian w porównaniu do poprzednika, zachowując charakterystyczną sylwetkę z podłużną tylną częścią nadwozia. Wyróżniającą cechą było trójkątne łączenie przetłoczeń w centralnym miejscu pasa tylnego, a także potrójne okrągłe lampy tworzone przez oddzielne, niewielkie klosze.

### Restylizacje
Zgodnie z trendami obecnymi w amerykańskiej motoryzacji z początków drugiej połowy XX wieku, także i Impala trzeciej generacji przechodziła restylizacje nadwozia wraz z kolejnym rokiem produkcji. Podczas czteroletniego stażu rynkowego, największe modyfikacje sztandarowy model Chevroleta przeszedł w roku 1961 oraz 1963.
Pierwsza duża restylizacja przyniosła zmodyfikowany kształt przedniego pasa, z niżej osadzoną atrapą chłodnicy i zmodyfikowanymi zderzakami. W kolejnym roku modyfikacje te wyewoluowały w drobne przestylizowanie atrapy chłodnicy, z kolei ostatnie zmiany przyniosły inny kształt atrapy chłodnicy i większe reflektory.

### Silniki
- L6 3.8l Turbo Thrift
- V8 4.6l Turbo Fire
- V8 5.4l Turbo Fire
- V8 5.7l Turbo Thrust
- V8 6.7l Turbo Thrust
- V8 7.0l Z11

## Czwarta generacja

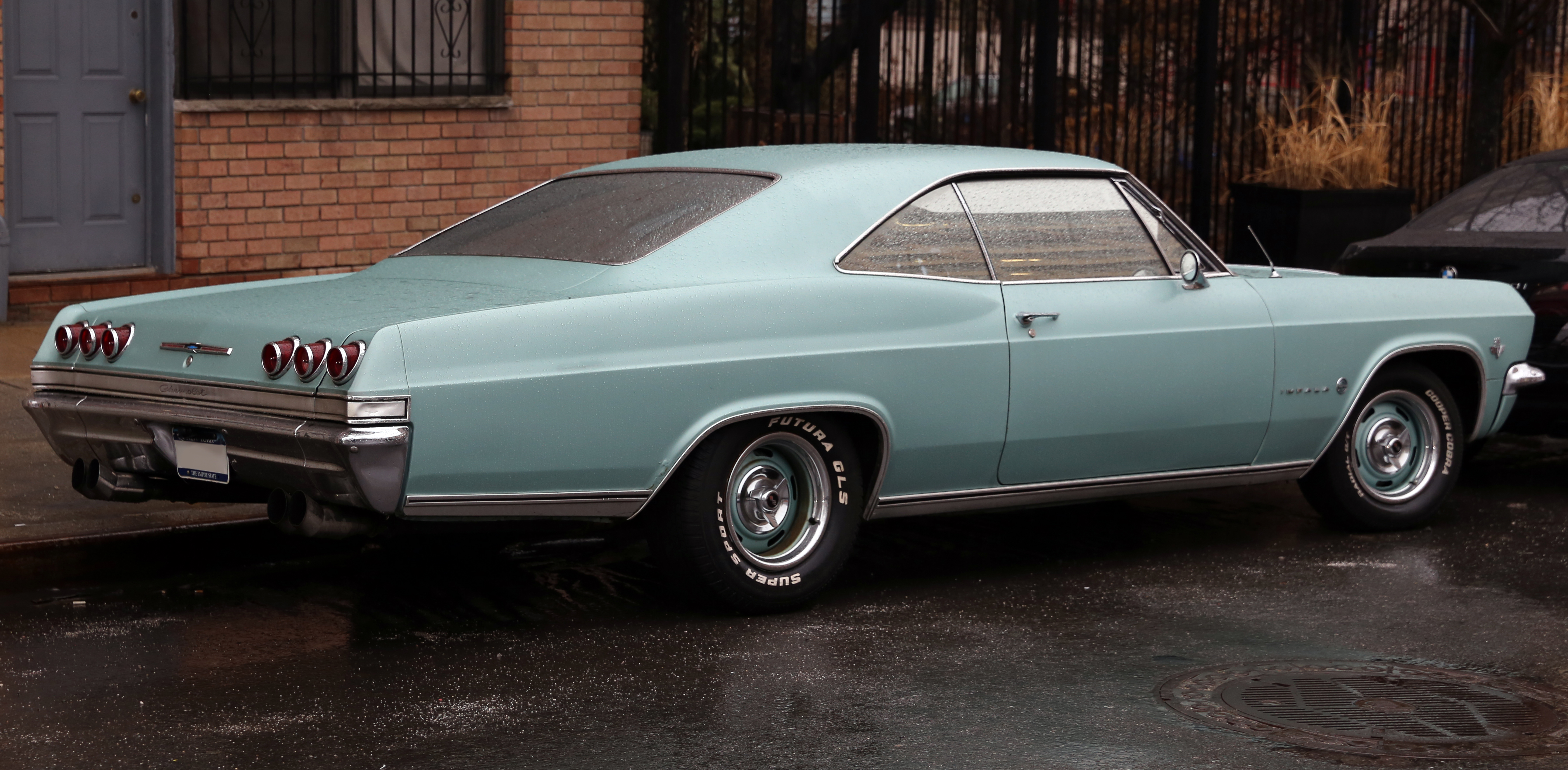
Chevrolet Impala IV - tył

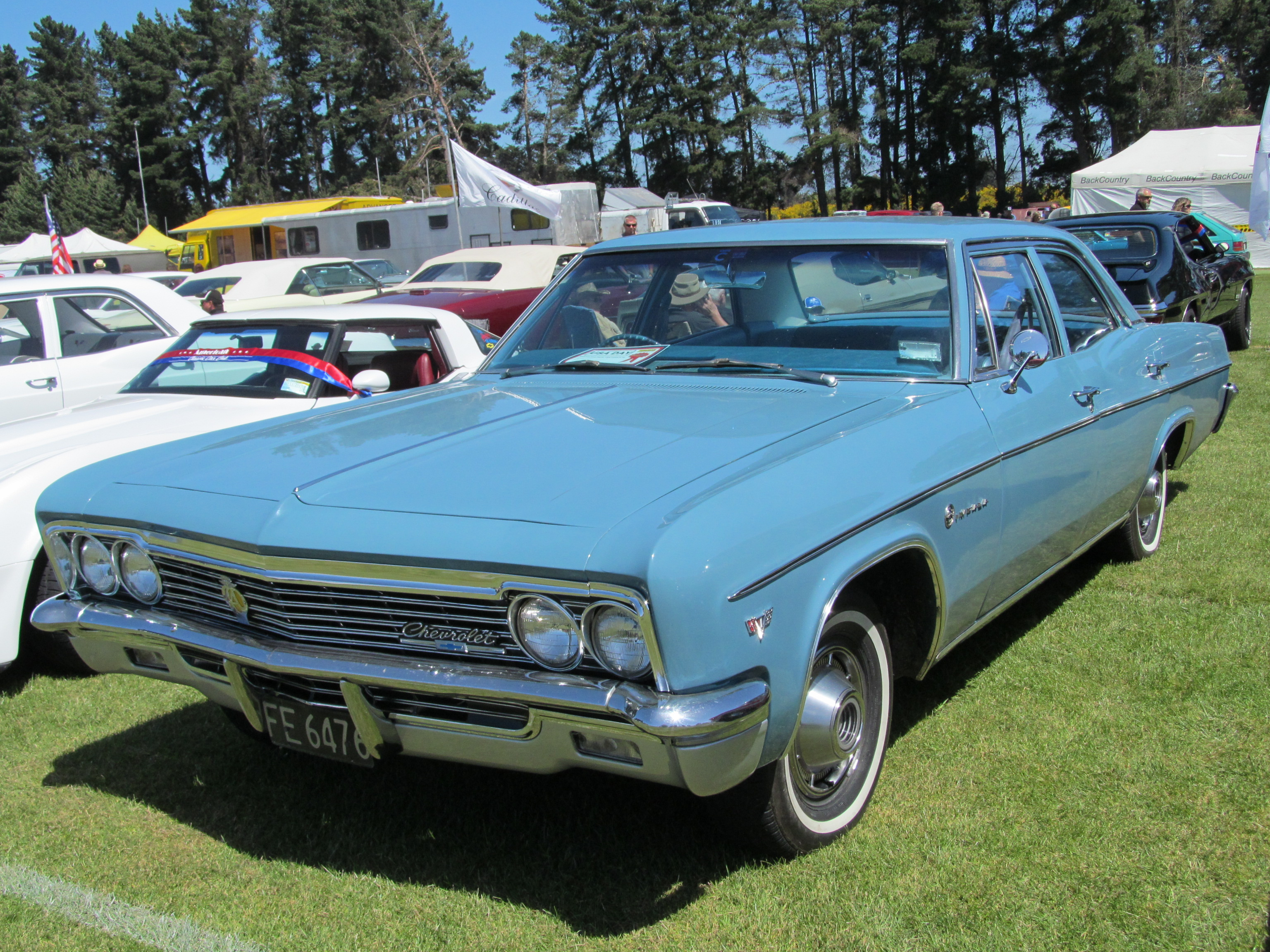
Chevrolet Impala IV po liftingu

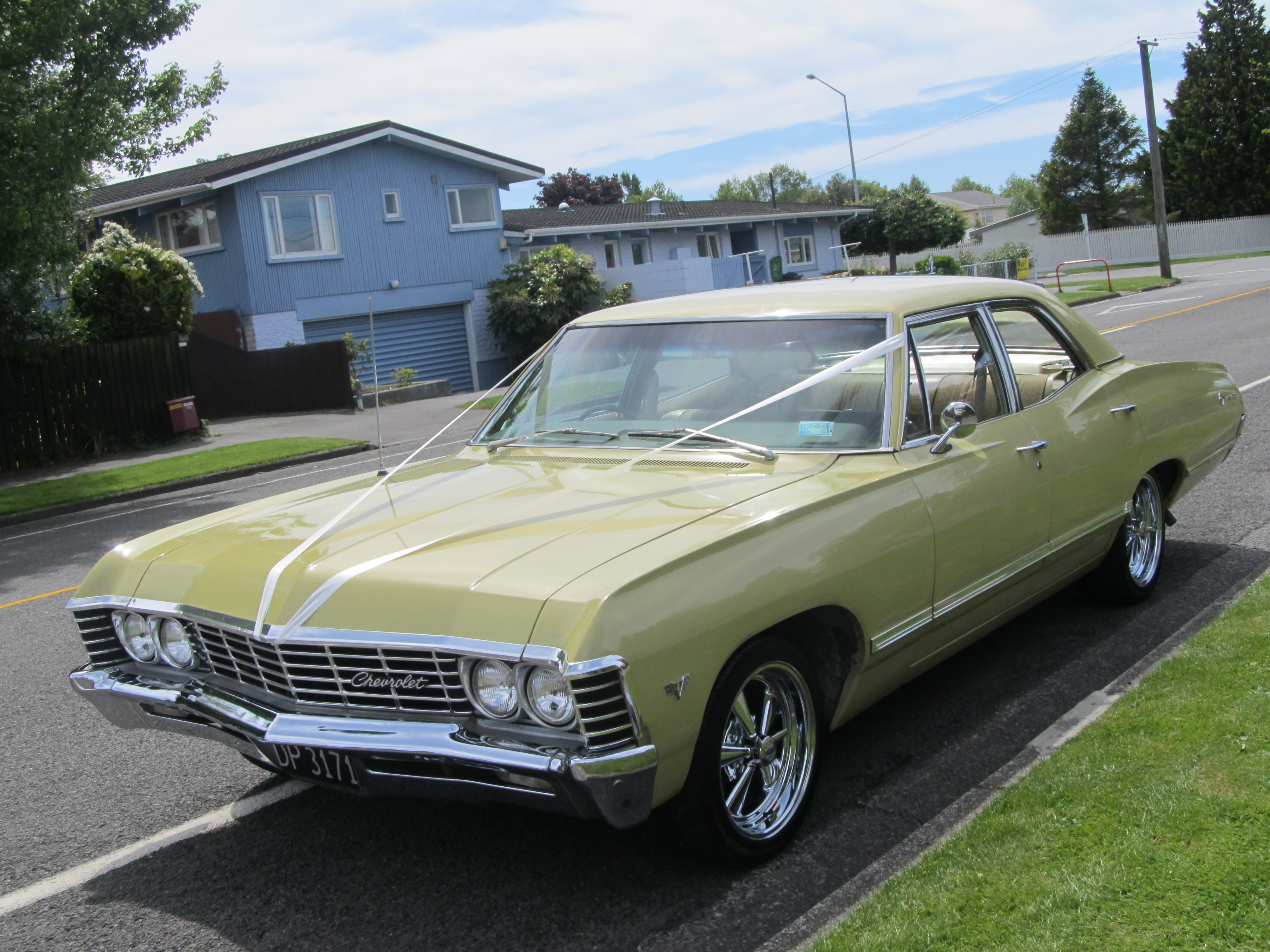
Chevrolet Impala IV po drugim liftingu

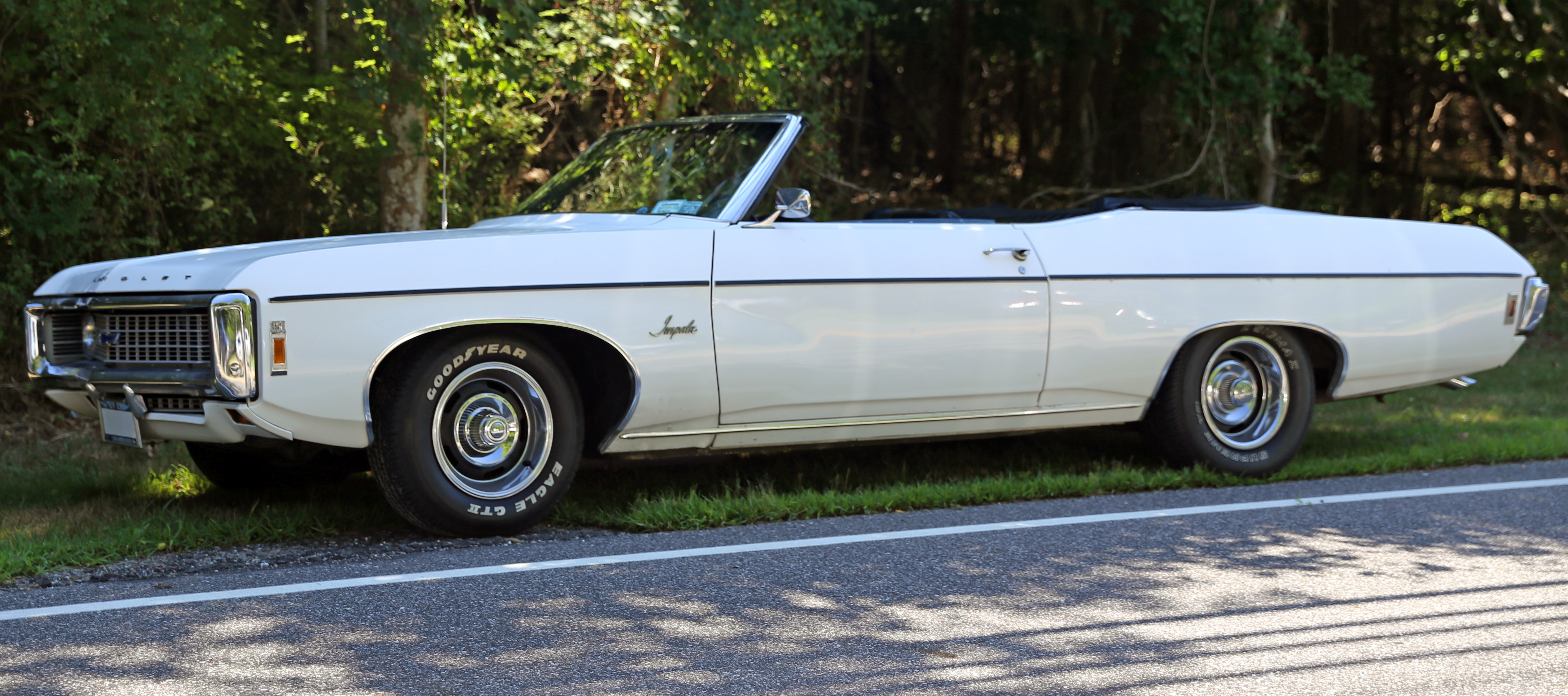
Chevrolet Impala IV po trzecim liftingu

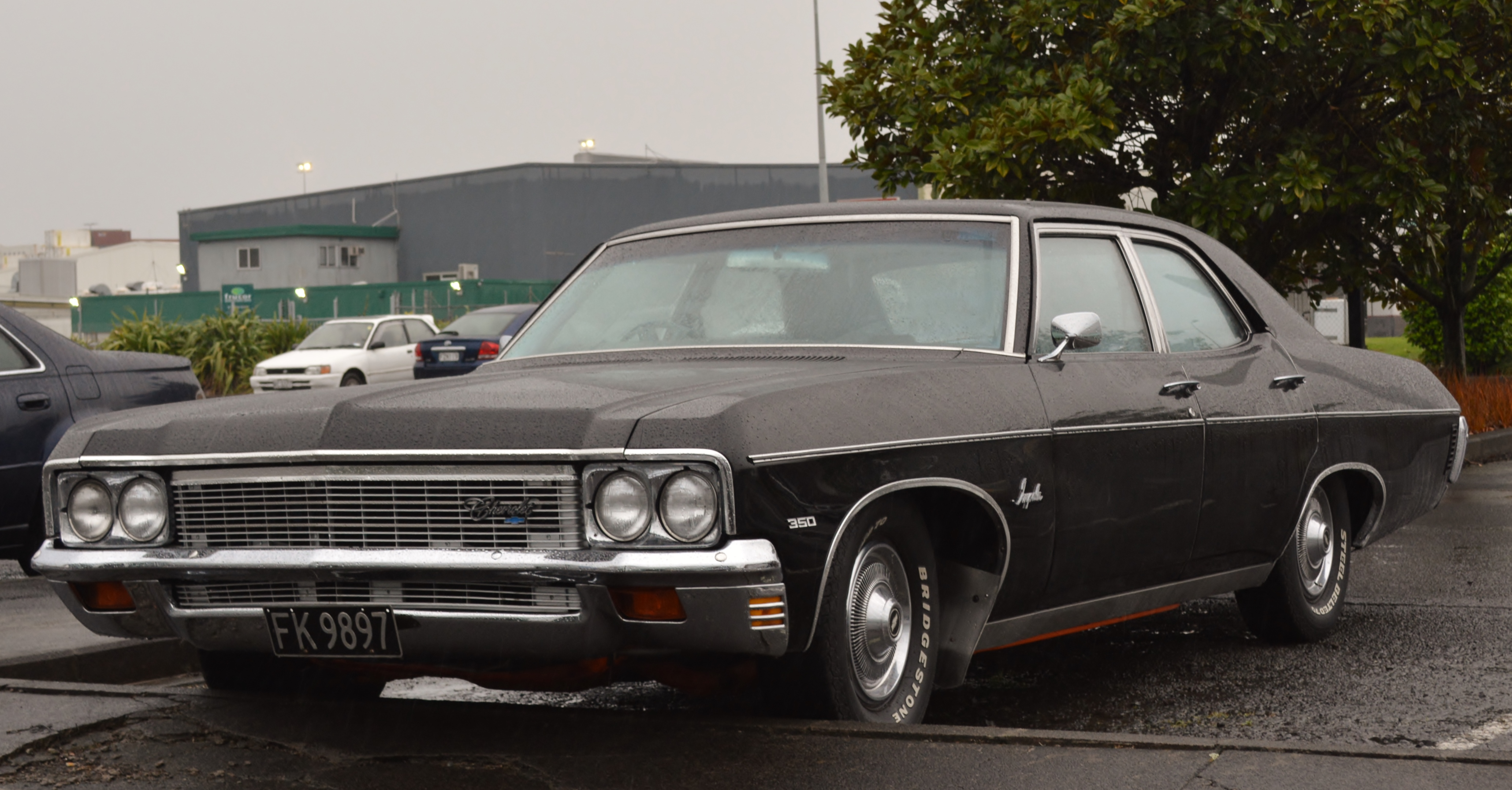
Chevrolet Impala IV po czwartym liftingu

Chevrolet Impala IV został zaprezentowany po raz pierwszy w 1964 roku.
Czwarta generacja Impali przyniosła zmianę w pozycjonowaniu tego modelu. W związku z debiutem droższego i bardziej luksusowego modelu Caprice, Impala stała się dopiero drugim w kolejności modelem wśród topowych konstrukcji Chevroleta.
Pod kątem stylistycznym samochód przeszedł obszerną metamorfozę, zyskując bardziej muskularną stylistykę z mniejszą liczbą przetłoczeń i zdobień karoserii. Z przodu znalazły się podwójne, nisko osadzone reflektory z chromowanymi soczewkami, z kolei z tyłu ponownie znalazły się potrójne lampy.

### Restylizacje
Aby podtrzymać zainteresowanie klientów, Chevrolet decydował się na częste restylizacje nadwozia czwartej generacji Impali. Duże zmiany przyniosła modernizacja z 1965 roku, która przyniosła mniej wypukłe reflektory i inny wygląd atrapy chłodnicy, a także kolejna z następnego roku, która wiązała się z obszerną zmianą kształtu nadwozia. Z przodu pojawiły się strzeliste, wysunięte nadkola z umieszczonymi na nich nadkolami, a także inny wygląd tylnej części nadwozia.
W ostatnich latach produkcji czwartej generacji Impali Chevrolet decydował się na kolejne obszerne restylizacje. W 1968 roku pojawiła się większa atrapa chłodnicy z niżej osadzonymi reflektorami, z kolei 1969 rok przyniósł szeroko rozstawione reflektory z dużą, szeroką atrapą chłodnicy.

### Silniki
- L6 4.1l Turbo Thrift
- V8 4.6l Turbo Fire
- V8 5.0l Turbo Fire
- V8 5.4l Turbo Fire
- V8 5.7l Turbo Fire
- V8 6.5l Turbo Jet
- V8 6.6l Turbo Fire
- V8 6.7l Turbo Jet
- V8 7.0l Turbo Jet
- V8 7.4l Turbo Jet

## Piąta generacja

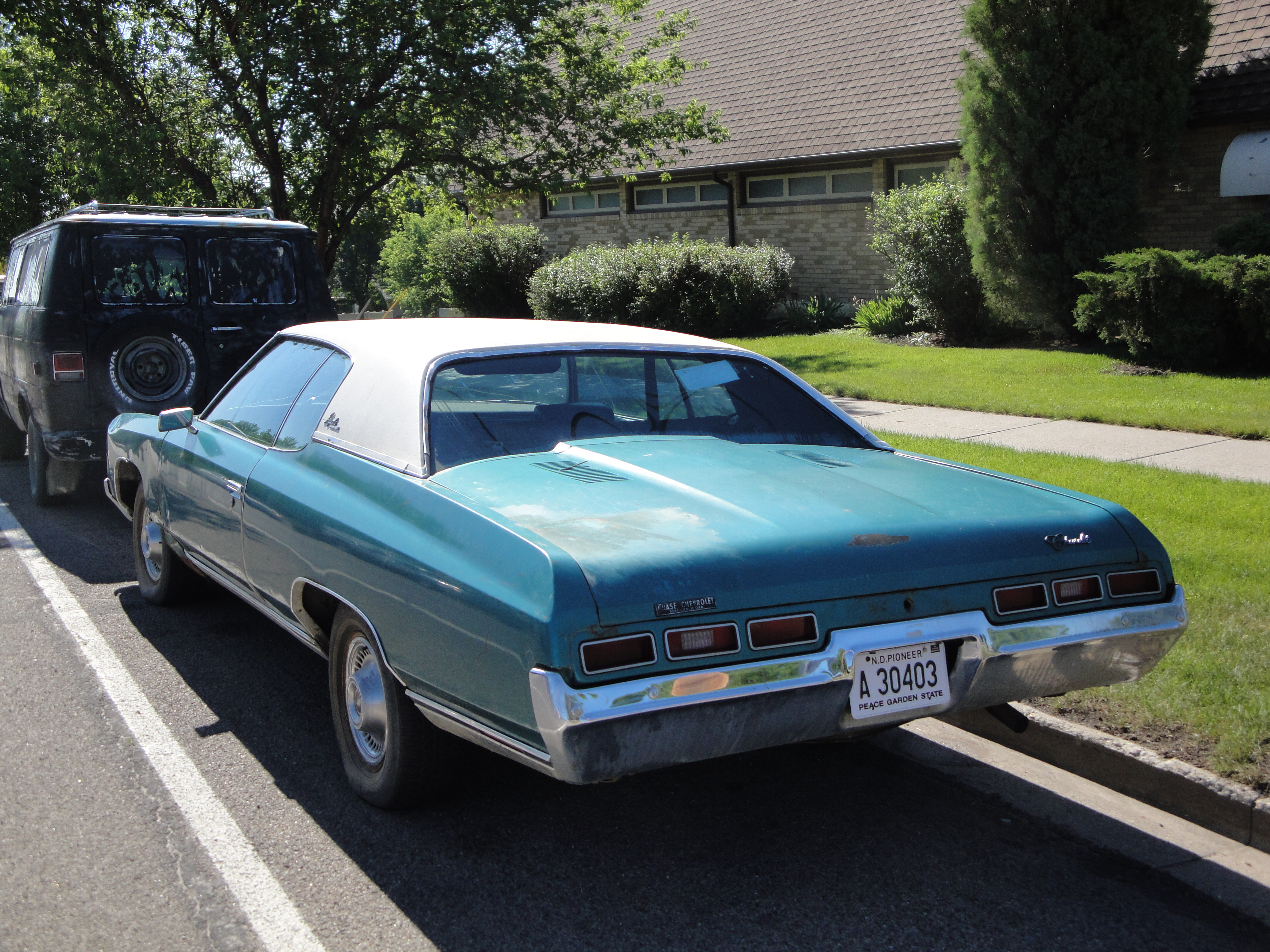
Chevrolet Impala V - tył

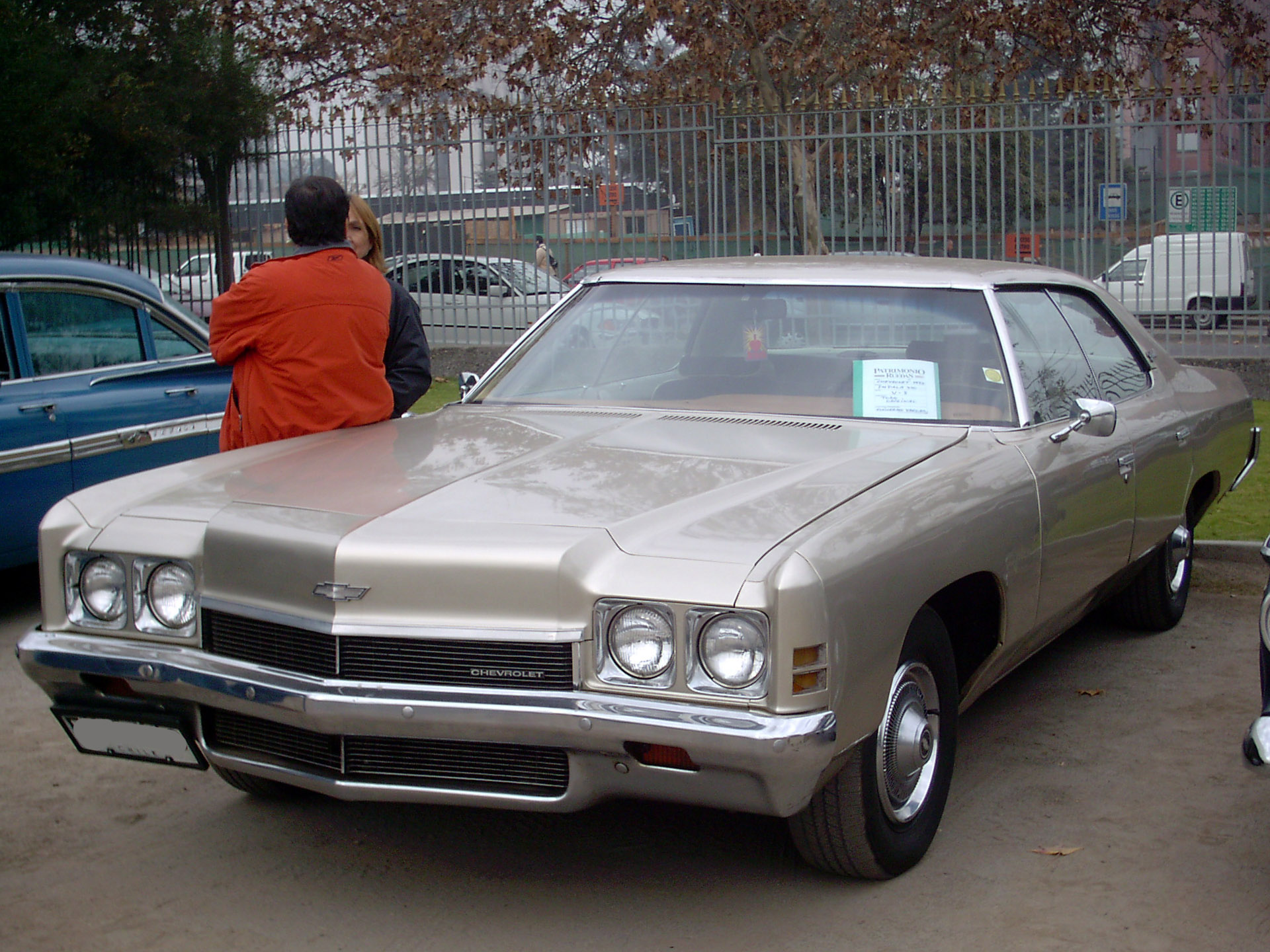
Chevrolet Impala V po liftingu

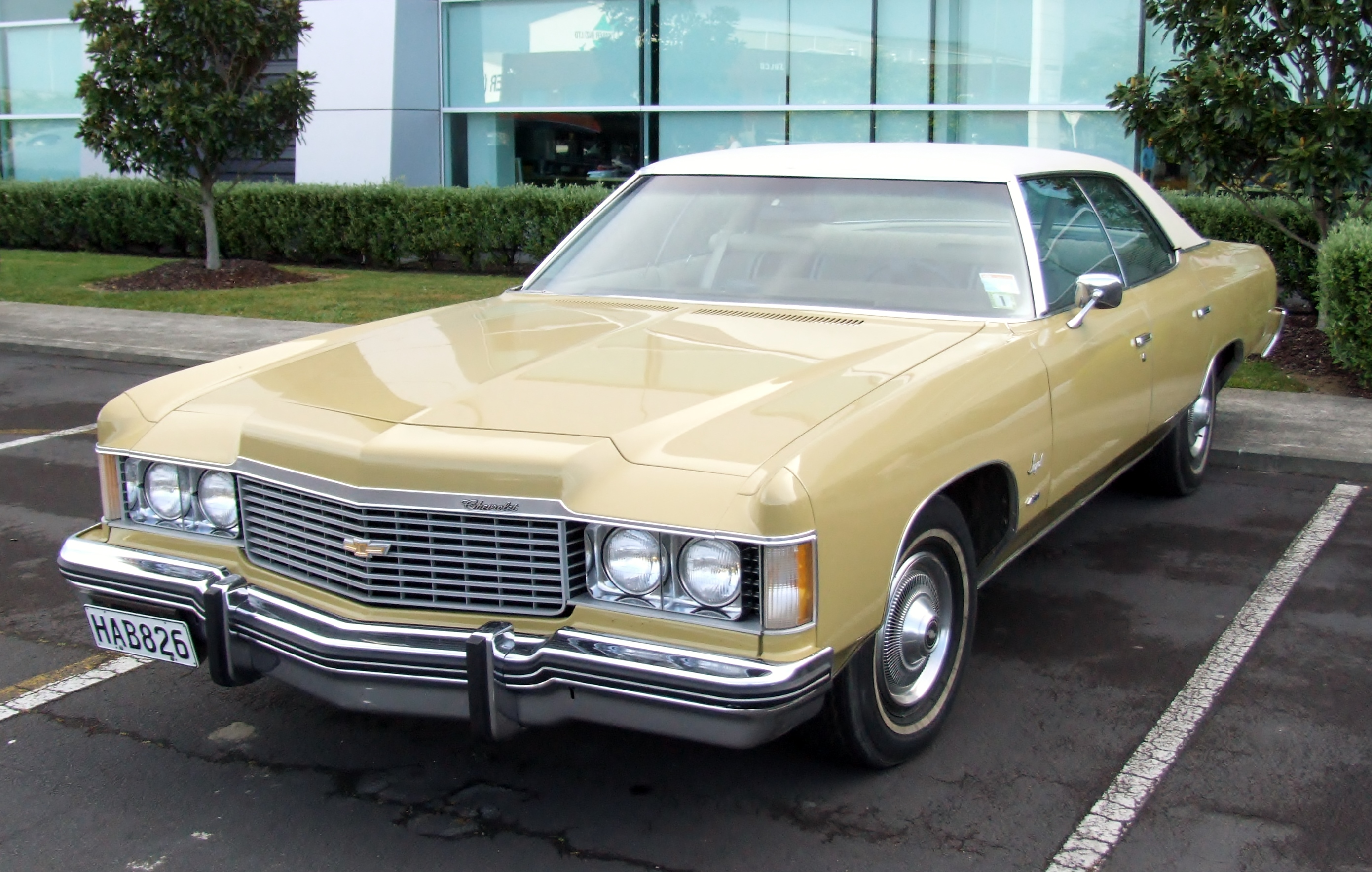
Chevrolet Impala V po trzecim liftingu

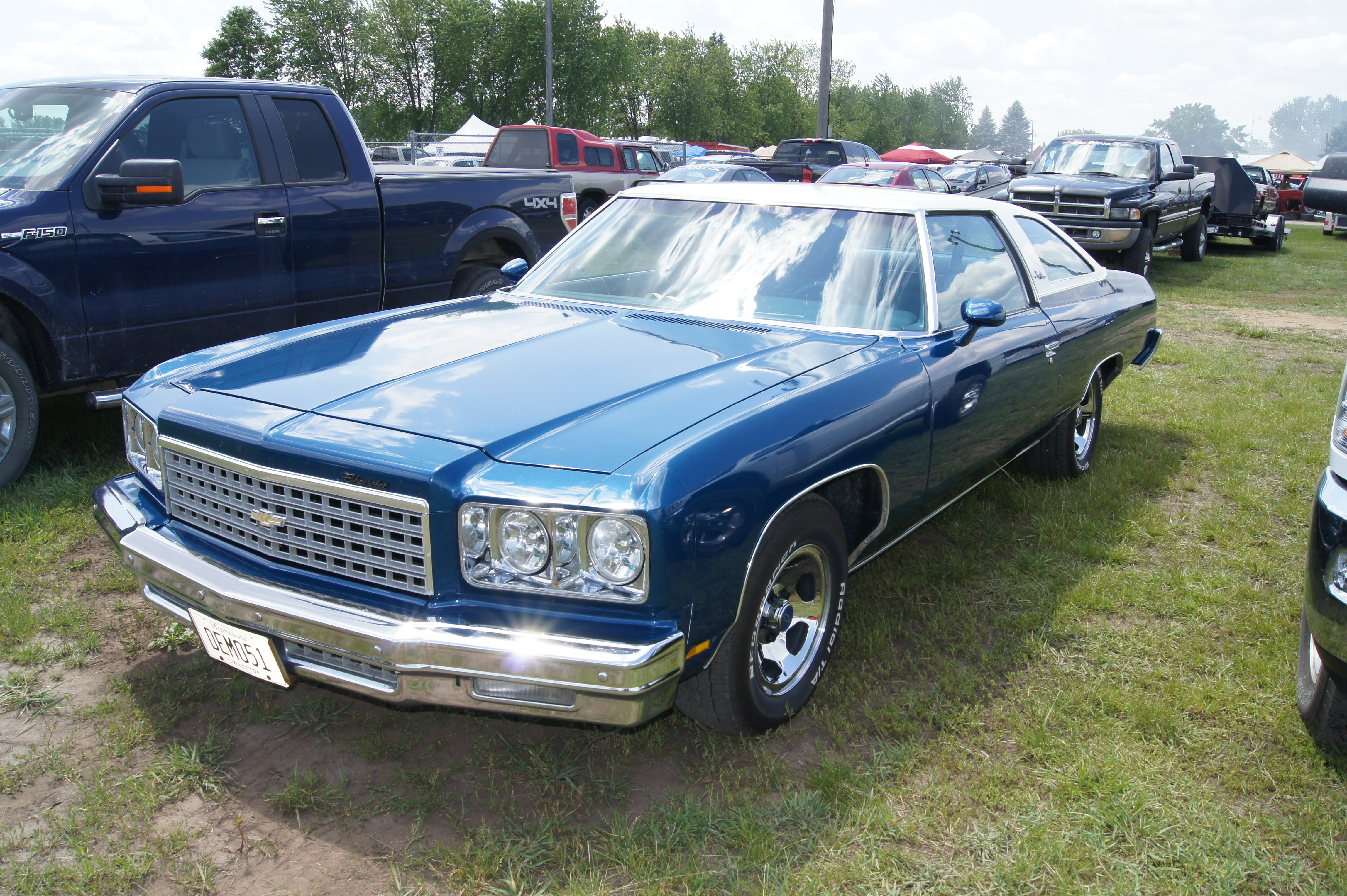
Chevrolet Impala V po czwartym liftingu

Chevrolet Impala V został zaprezentowany po raz pierwszy w 1970 roku.
Nawiązując do kształtów, jakie przybrał poprzednik w ostatnim roku produkcji, piąta generacja Impali połączyła muskularną sylwetkę z kantami. Z prozdu pojawiła się wyraźnie zarysowana maska, a także podwójne, okrągłe reflektory z prostokątną obudową. Z tyłu znalazły się z kolei ponownie charakterystyczne potrójne lampy, które zyskały tym razem kształt zaokrąglonych prostokątów.

### Restylizacje
Podczas trwającej 6 lat produkcji piątej generacji Impali, podobnie jak poprzednik samochód przechodził coroczne restylizacje. Po pierwszym roku obecności rynkowej, limuzyna Chevroleta zyskała okrojoną do połowy atrapę chłodnicy i inny zderzak. W 1973 roku wycofano się z tego rozwiązania, montując dużą chromowaną atrapę chłondnicy z niewielkim logo producenta w centralnym punkcie.
Ostatnia duża restylizacja porzuciła dotychczasowy wygląd przedniej części nadwozia, przynosząc umieszczone pod innym kątem reflektory z prostokątnymi obudowami i chromowanym wypełnieniem, a także inny wygląd atrapy chłodnicy i zderzaka - podobnie do pokrewnych pełnowymiarowych modeli Chevroleta z 1974 roku.

### Silniki
- L6 4.1l Inline Six
- V8 5.7l Turbo Fire
- V8 6.6l Turbo Fire
- V8 6.6l Turbo Jet
- V8 7.4l Turbo Jet

## Szósta generacja

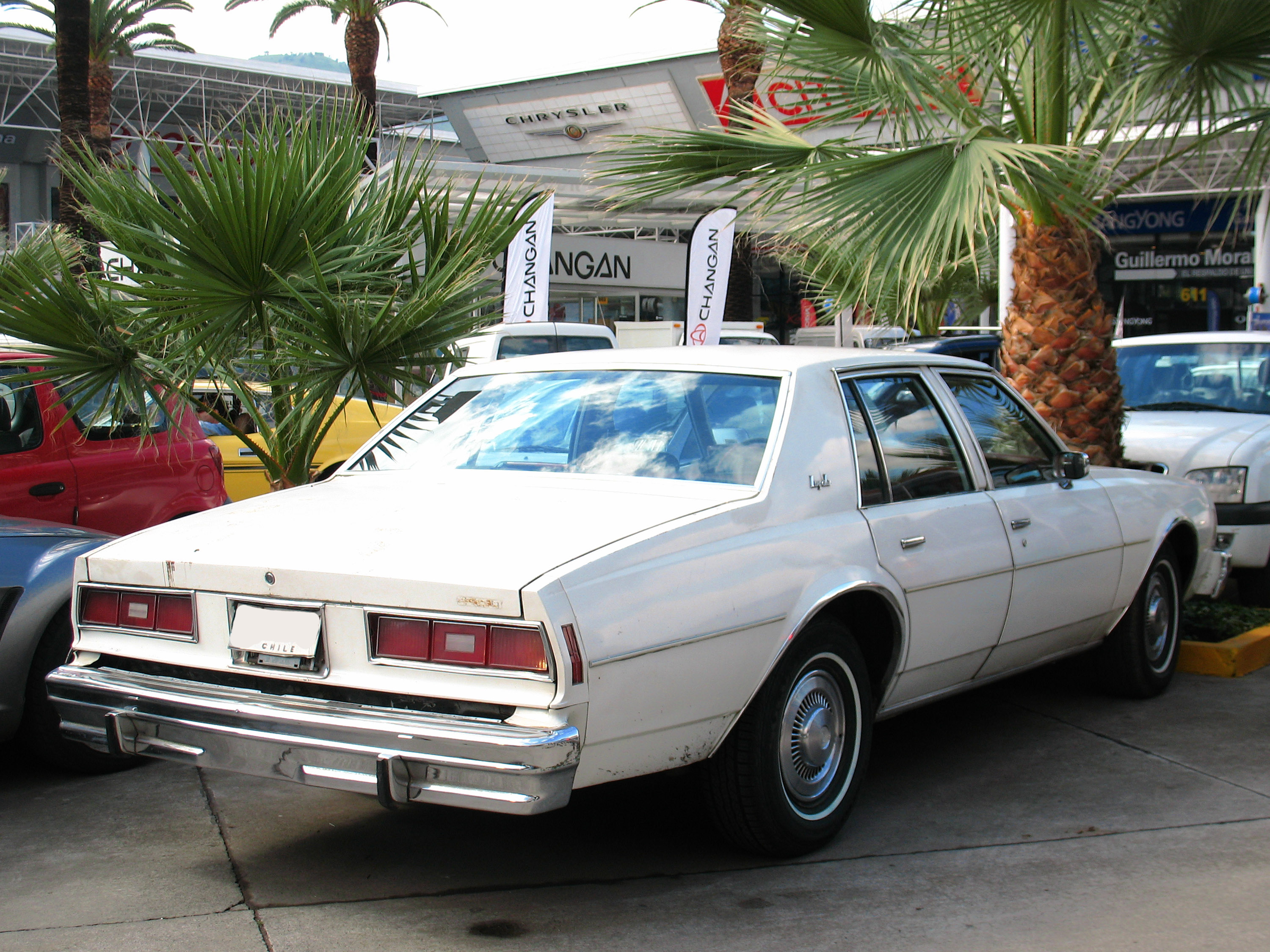
Chevrolet Impala VI - tył

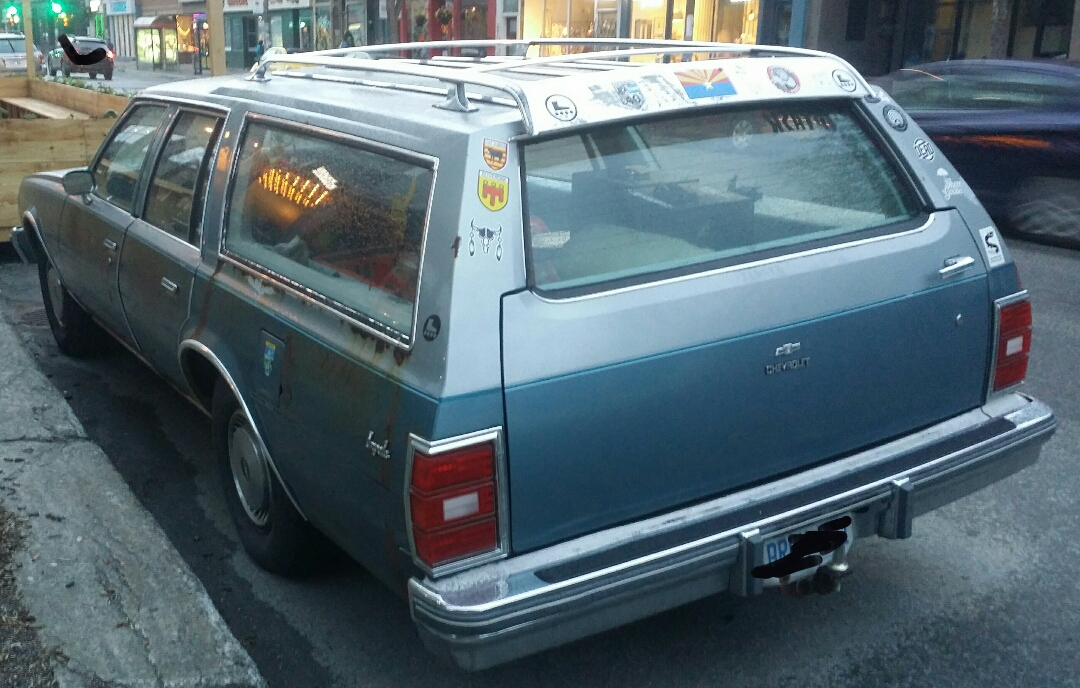
Chevrolet Impala VI Kombi

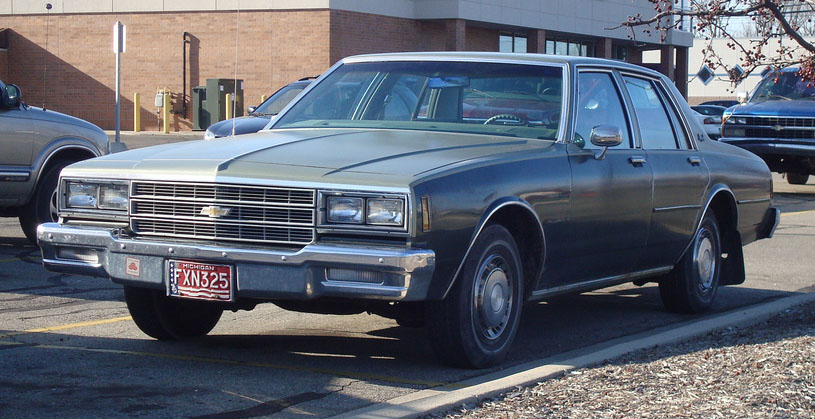
Chevrolet Impala VI po liftingu

Chevrolet Impala VI został zaprezentowany po raz pierwszy w 1976 roku.
Zgodnie z trendami obecnymi w motoryzacji amerykańskiej drugiej połowy lat 70. XX wieku, Impala szóstej generacji przeszła obszerną zmianę stylistyki zewnętrznej. Nadwozie zachowało muskularne kształty, zyskując jednak więcej kanciastych akcentów. Atrapa chłodnicy zyskała strukturę chromowanej kraty, za to logo producenta znajdowało się w centralnym punkcie.
Pomimo zewnętrznie mniejszego nadwozia, które było dopasowane do wymagań rynkowych związanych z pokłosiem kryzysu paliwowego, kabina pasażerska stała się bardziej przestronna.

### Restylizacje
Podczas 9 lat trwającej produkcji szóstej generacji Chevroleta Impali, samochód nie przeszedł większych restylizacji poza drobnymi zmianami w detalach zewnętrznych. Nadwozia. W 1985 roku Chevrolet nie przedstawił bezpośredniego następcy, pozostawiając wakat w linii modelowej Impali na kolejne 9 lat.

### Silniki
- L6 4.1l
- V6 3.8l
- V8 4.4l Small-Block
- V8 5.0l Small-Block
- V8 5.7l Small-Block
- V8 5.7l Oldsmobile Diesel

## Siódma generacja

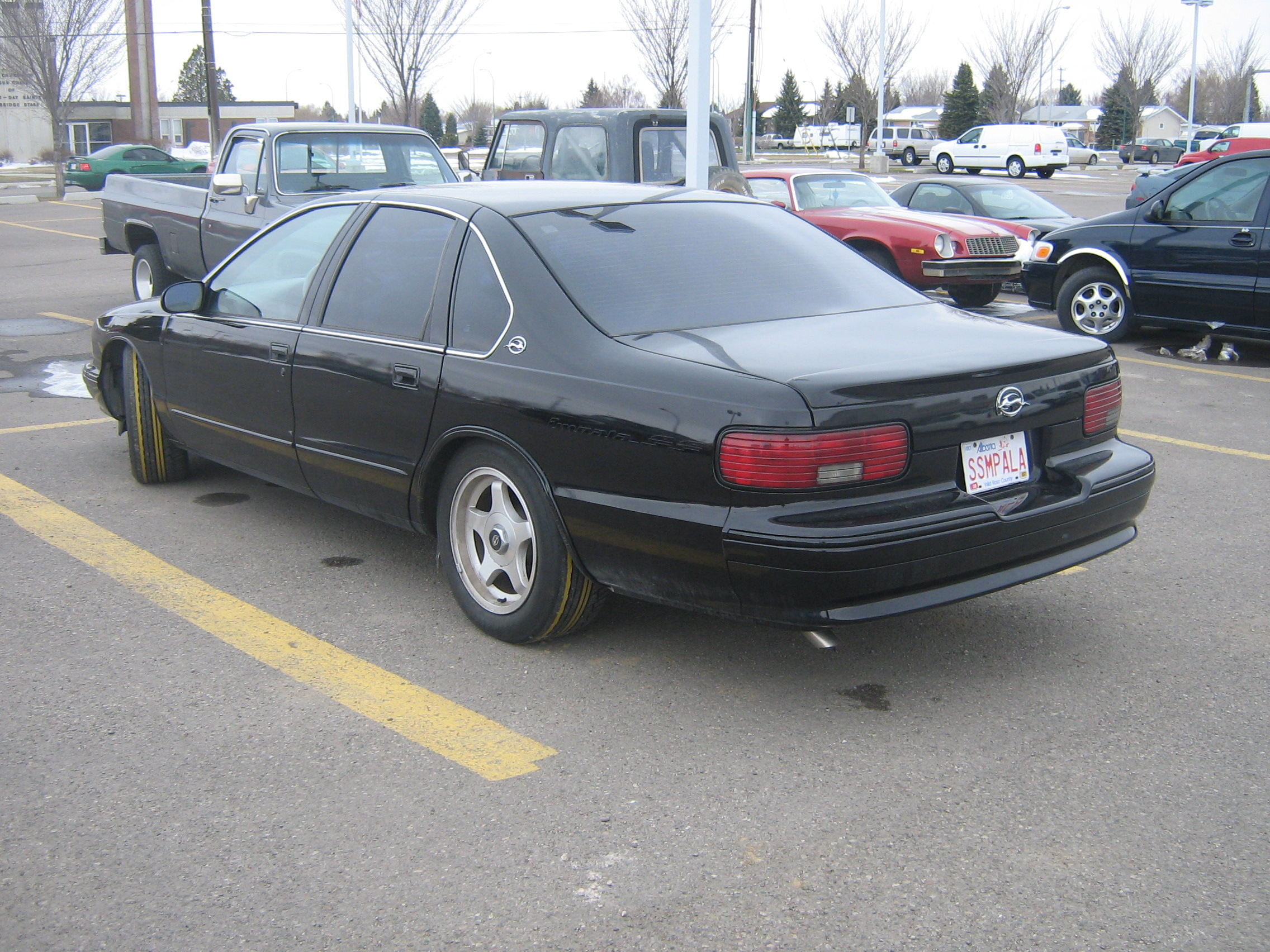
Chevrolet Impala SS - tył

Chevrolet Impala VII został zaprezentowany po raz pierwszy w 1994 roku.
Impala powróciła na rynek po 9-letniej przerwie w znacznie zmarginalizowanej roli niż dotychczas. Samochód był oferowany jedynie w niskonakładowym sportowym wariancie oznaczonym nazwą SS, stanowiąc uzupełnienie oferty równolegle oferowanego, bardziej luksusowego Caprice.
Oferowana jedynie w trzech barwach nadwozia, Impala siódmej generacji wyróżniała się typowym dla Chevroletów z połowy lat 90. XX wieku krągłymi proporcjami nadwozia, zyskując nisko osadzone, podłużne reflektory, a także owalne lampy tylne i dużą powierzchnię przeszkloną.
Po dwuletniej obecności rynkowej, Impala SS zniknęła z salonów w 1996 roku. Wraz z końcem produkcji siódmej generacji Impali, pobito nowy rekord sprzedaży tej linii modelowej. Do 1996 roku sprzedano prawie 13 000 000 egzemplarzy modelu, co uczyniło go najlepiej sprzedającym się samochodem luksusowym wszech czasów.

### Silnik
- V8 5.7l LT1

## Ósma generacja

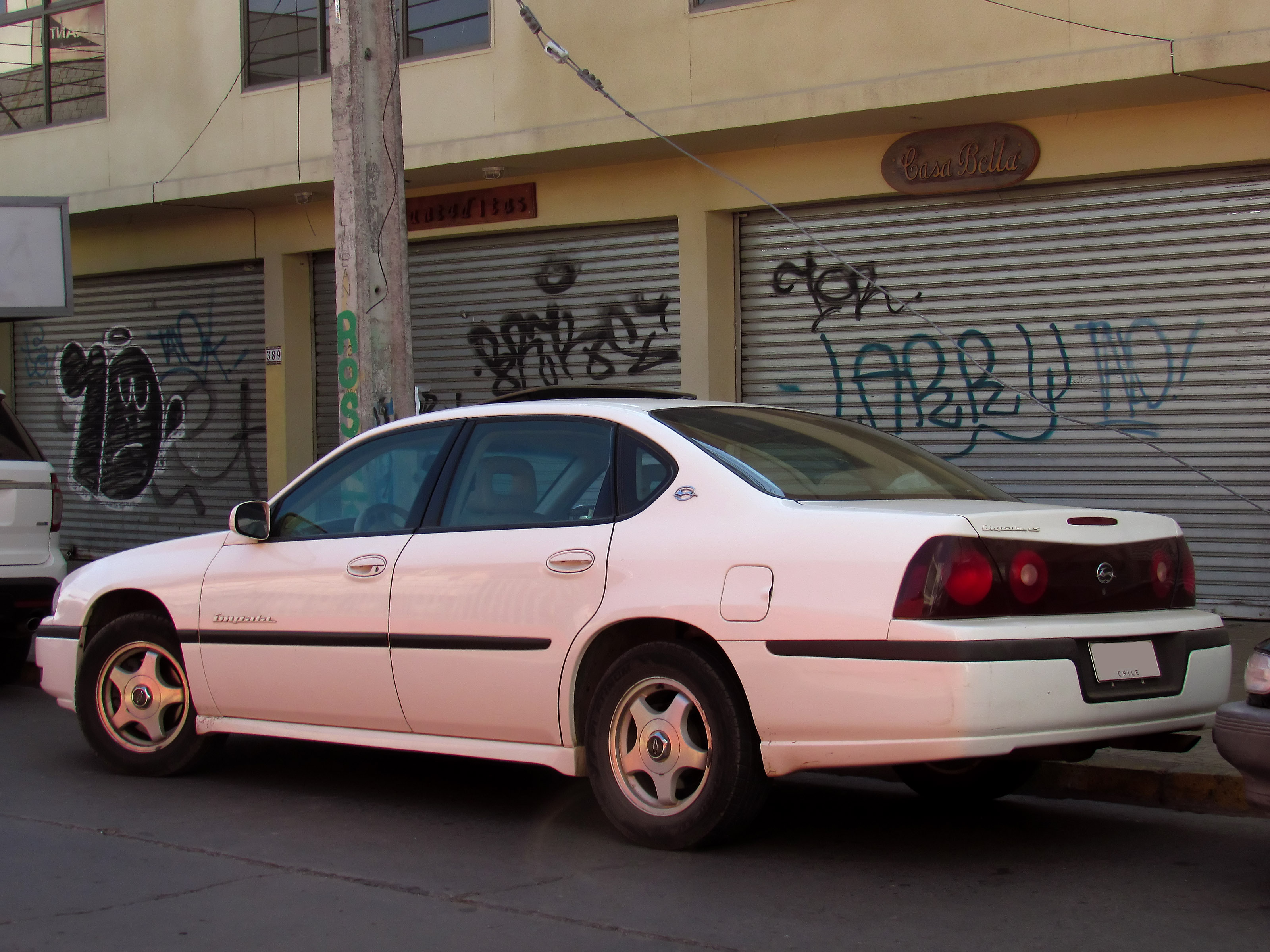
Chevrolet Impala VIII - tył

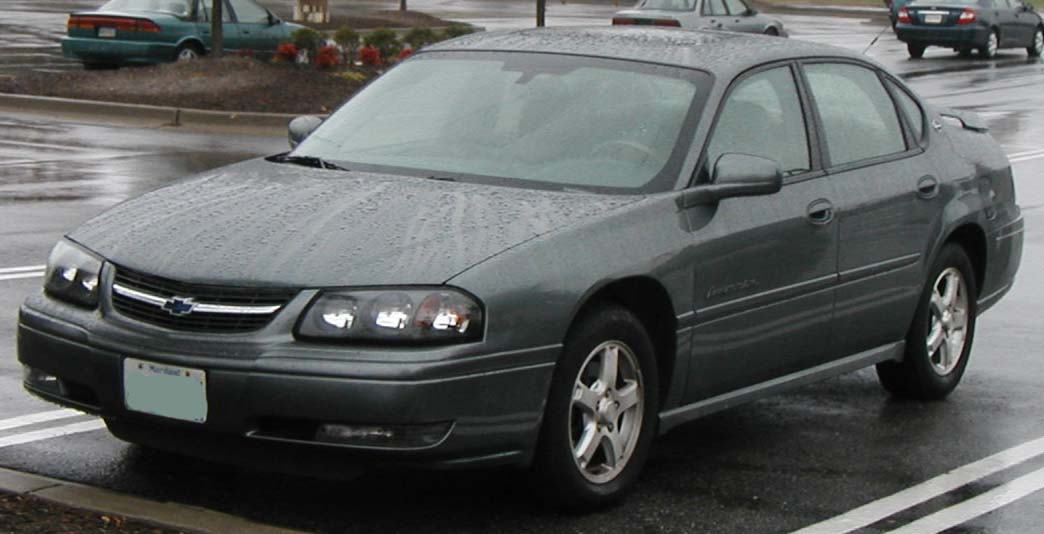
Chevrolet Impala VIII SS

Chevrolet Impala VIII został zaprezentowany po raz pierwszy w 1999 roku.
Po ponownej, tym razem 3-letniej przerwie, Impala wróciła do oferty Chevroleta w zupełnie nowej roli. Po raz pierwszy w historii nie był to już pełnowymiarowy, luksusowy model, lecz wyższej klasy, przestronniejsza alternatywa dla modelu Malibu i zarazem odpowiedź na japońską konkurencję Nissana i Toyoty. W dotychczasowej ofercie ósma generacja Impali zastąpiła model Lumina, jak i większego Caprice.
Oparty na nowej generacji platformy W-body koncernu General Motors, pojazd utrzymany został w stonowanych proporcjach. Z przodu znalazły się duże reflektory w kształcie zaokrąglonego prostokąta, z kolei tylną część nadwozia zdobił szeroki pas lamp zajmujący całą tylną część nadwozia z charakterystycznymi, okrągłymi soczewkami.

### Silniki
- V6 3.4l LA1
- V6 3.8l L36
- V6 3.8l L67

## Dziewiąta generacja

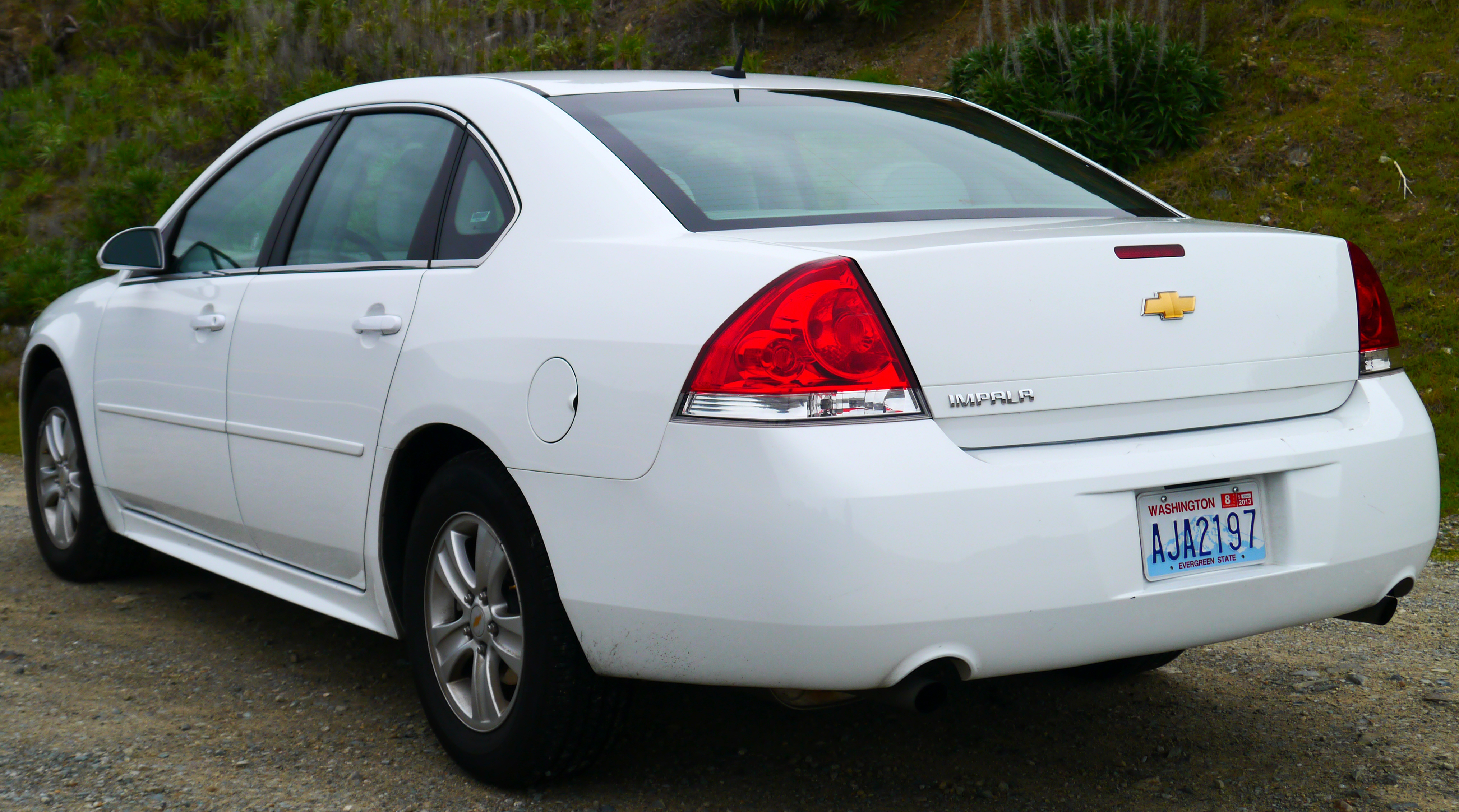
Chevrolet Impala IX - tył

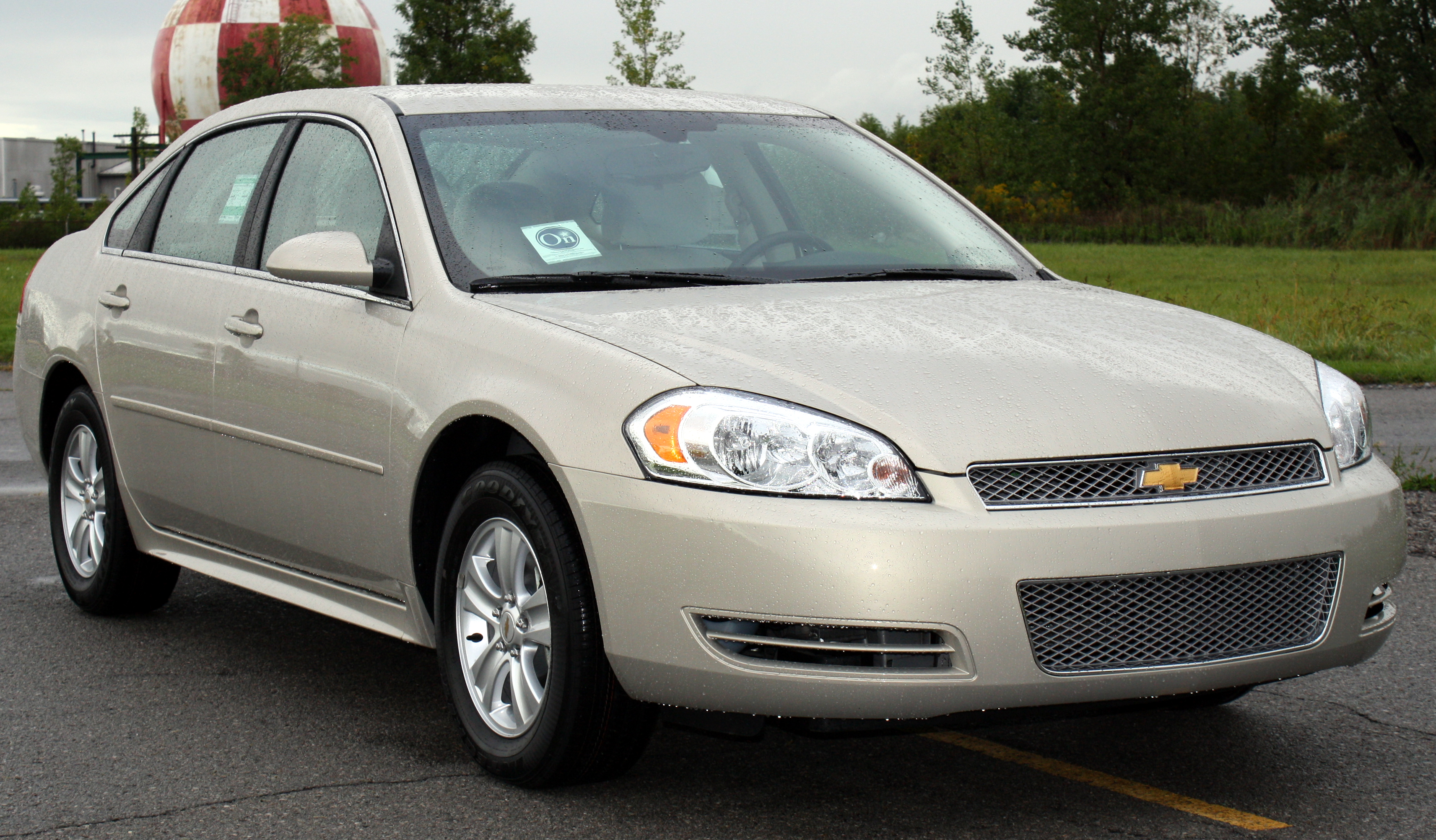
Chevrolet Impala Limited

Chevrolet Impala IX został zaprezentowany po raz pierwszy w 2005 roku.
Podczas Los Angeles Auto Show Chevrolet zdecydował się przedstawć nową, obszernie unowocześnioną generację Impali. Samochód ponownie powstał w oparciu o platformę W-body koncernu General Motors, zyskując bardziej krągłe proporcje nadwozia. Z przodu pojawiły się łukowate reflektory, a także wąska atrapa chłodnicy. Z tyłu pojawiły się z kolei trójkątne, równie zaokrąglone lampy. W środku pojawiła się przestronniejsza kabina pasażerska, a także bogatsze wyposażenie standardowe.

### Impala Limited
Pomimo prezentacji zupełnie nowego modelu dziesiątej generacji w 2012 roku i wprowadzenia jej do produkcji w roku 2013, Chevrolet zdecydował się kontynuować produkcję dziewiątej generacji Impali pod nazwą Impala Limited do 2016 roku dla klientów flotowych, a także dla wypożyczalni i policji.

### Silniki
- V6 3.5l
- V6 3.9l
- V8 5.3l

## Dziesiąta generacja

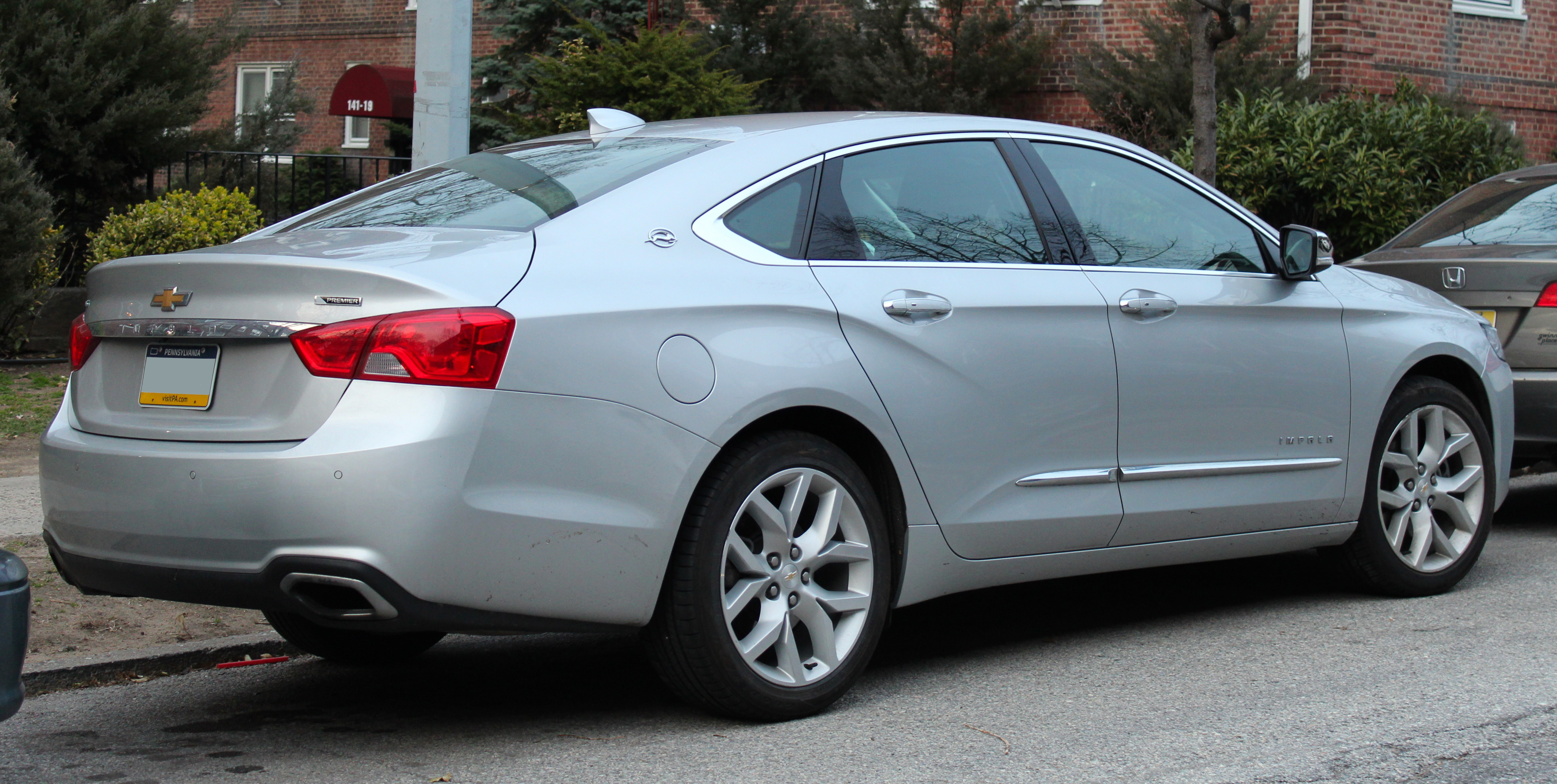
Chevrolet Impala X - tył

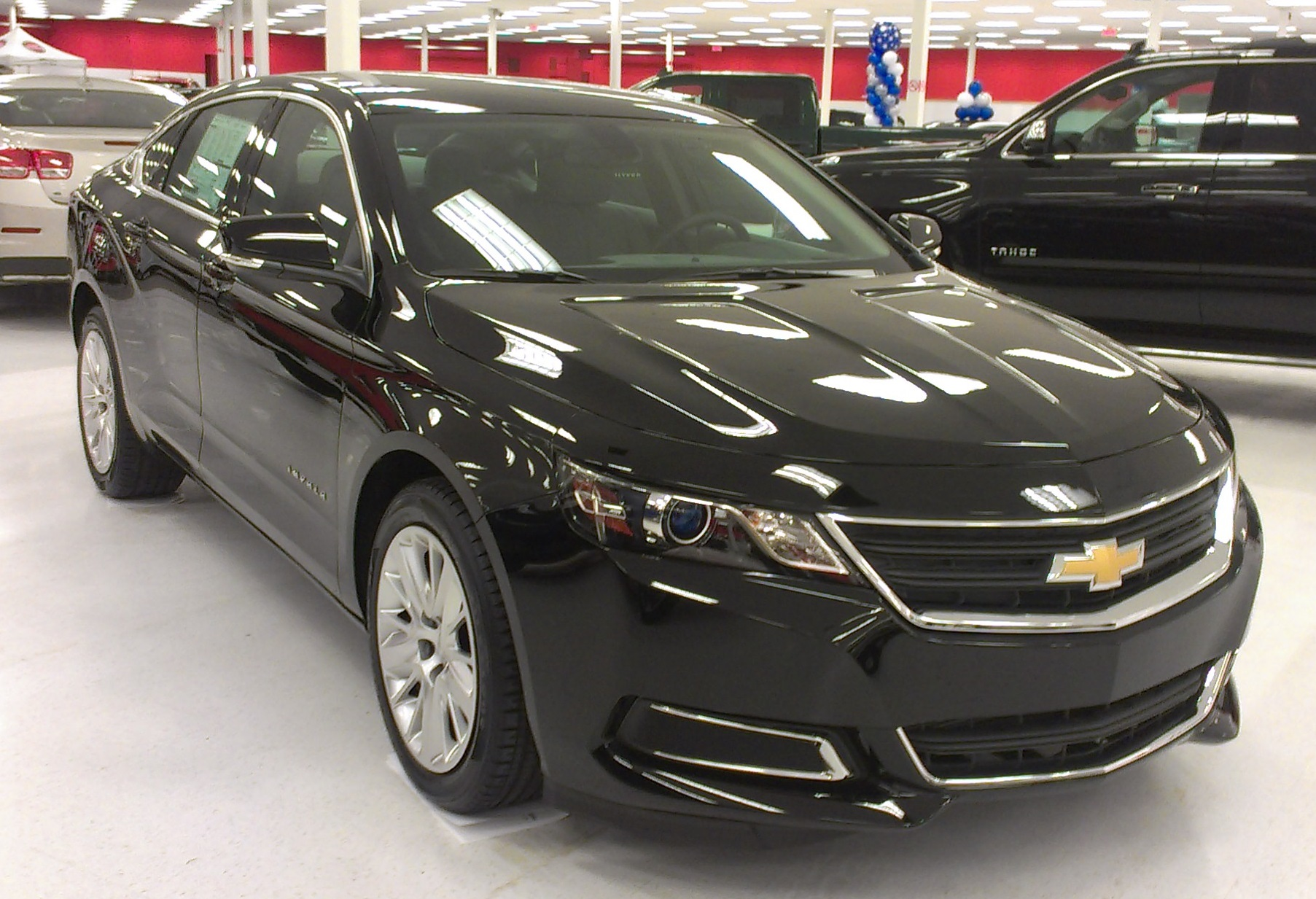
Chevrolet Impala X LS

Chevrolet Impala X został zaprezentowany po raz pierwszy w 2012 roku.
Dziesiąta i zarazem ostatnia generacja topowego modelu w północnoamerykańskiej ofercie Chevroleta miała swój debiut na rok przed początkiem produkcji, powstając na nowej globalnej platformie Epsilon II koncernu General Motors.
Pod kątem stylistycznym Impala X przeszła obszerną metamorfozę w stosunku do poprzednika, zyskując większe i masywniejsze nadwozie z licznymi, chromowanymi akcentami, a także niewielką, prostokątną atrapę chłodnicy. Charakterystycznym elementem stała się podłużna tylna część nadwozia z wyraźnym przetłoczeniem na nadkolach.
Charakterystyczną cechą bardziej luksusowego, niż w poprzedniku, kokpitu stała się masywna konsola centralna wykończona skórą, a także 8-calowy ekran dotykowy skrywający pod sobą duży schowek.

### Koniec produkcji
W listopadzie 2018 roku General Motors ogłosiło dużą restrukturyzację swojej oferty modelowej w Ameryce Północnej, która wiązała się z decyzją o wycofaniu z niej szeregu pojazdów osobowych. Na liście modeli do wycofania w kolejnych miesiącach bez następcy oprócz Cruze'a i Volta znalazł się także Chevrolet Impala. Ostatnia sztuka w zakładach w Detroit zjechała z taśm 28 lutego 2020 roku, kończąc 60-letnią historię Impali bez kontynuacji.

### Silniki
- L4 2.4l Ecotec
- L4 2.5l Ecotec
- V6 3.6l LFX